# 唇のねじれた男
「唇のねじれた男」（くちびるのねじれたおとこ、The Man with the Twisted Lip）は、イギリスの小説家、アーサー・コナン・ドイルによる短編小説。シャーロック・ホームズシリーズの一つで、56ある短編小説のうち6番目に発表された作品である。「ストランド・マガジン」1891年12月号初出。1892年発行の短編集『シャーロック・ホームズの冒険』(The Adventures of Sherlock Holmes) に収録された。

## あらすじ
1889年6月に起こった事件と冒頭に記される。
ワトスン（結婚し、妻と暮らしている）のところに、妻の友人であるケート・ホイットニーが悲嘆してやってきた。ケートの夫アイザ・ホイットニーがアヘン窟へ行ったきり、2日間も帰って来ないので、ぜひ連れ出してほしいとの求めによって、ワトスンは単身アヘン窟へ向かう。アヘン窟の中でワトスンは、首尾よくアイザを見つけるが、同時に老人に変装していたホームズの姿も見つけ、事件が起こっていることを知る。
その事件とは次のようなものである。今週の月曜日に、ネビル・セントクレアの姿が、偶然にも街を歩いていた妻によって、アヘン窟の3階で目撃された。夫がアヘン窟にいることに驚いた妻が、警官とともに現場に向かったところ、セントクレアの姿は消え失せていて、唇のねじれた身体障害を患っていると思われる男ヒュー・ブーンがそこにいるだけであった。セントクレアの持ち物は、上着以外の衣服、帽子、靴や時計まで残されていた。窓枠には血痕が付いていたので、ヒューはその場で逮捕された。アヘン窟の経営者の男は、3階で起こったことは何も知らないと証言した。その後の捜査で、アヘン窟の目の前を流れる川の中には、セントクレアの上着が沈んでいて、そのポケットには小銭がいっぱい詰め込まれているのが見つかった。だがセントクレア本人の遺体は発見されず、所在も不明のままだった。
ホームズは、残念だがセントクレアは既に亡くなっているだろうと推理した。だがセントクレア夫人が、夫が生きている証拠の手紙が届いたと言ってきた。その手紙には、事件から3日後の木曜日の消印が押されていた。妻の証言によると、その筆跡はセントクレアが急いで書くときのものに相違ないという。また同封されていた指輪も、印形がついているのでセントクレア本人の持ち物だった。ただ不思議なのは、手紙の表面に書かれた宛先の文字は夫の筆跡ではなく、誰かが時間をかけて休み休み書いたようだった。これらの証拠をもとに、ホームズはクッションを集めて座り込み、パイプから紫の煙を立ち上らせて、セントクレア氏失踪の謎解きにとりかかった。
夜が明けてワトスンが目覚めたときも、ホームズはクッションに座っていた。ホームズは浴室からスポンジを持ってくると、留置場へ行こうと誘った。当直の警部に案内されて、逮捕されたヒュー・ブーンが入れられている独房に来たホームズとワトスン。小窓を開けてみると、ヒューはまだ眠っているようだ。静かに扉を開け、水で湿らせたスポンジを持って入ったホームズは、おもむろにヒューの顔を縦と横に強くこすった。そしてホームズは「ネビル・セントクレア氏を紹介します」と言った。その顔は、写真に写っていたセントクレアに間違いなかった。警部も失踪した本人がここにいることに驚いていた。セントクレアは眠い目をこすってきょろきょろと周囲を見回したが、自分の正体がばれたことを知って、悲鳴をあげ枕に顔をうずめた。やがてセントクレアは起き上がり、私が失踪したのでなければ何の罪でここに入れられたのか、と尋ねた。
セントクレアが話した事件の概要は次のとおりである。彼は新聞記者だったが、あるとき編集長から、乞食についての連載記事を書いてくれと頼まれた。むかし役者をしていたころ、メーキャップには自信があったので、乞食に変装して街角に座ってみた。一日が終わって、儲けを数えてみたら２ポンドを越していた。これに味を占め、記者をやめて乞食の仕事だけをした。家を出るときはきちんとした身なりをし、例のアヘン窟で乞食に変装して仕事をし、また着替えて家に帰るという生活をしていた。このことを知っているのは、アヘン窟の経営者だけである。妻に見られたときは、上着のポケットに小銭を入れて川に捨て、すぐにヒュー・ブーンに変装した。自分が無事であることを手紙に書いて経営者に託したが、届いたのが金曜日になるとは思わなかった、などなど…。セントクレアは、二度と乞食の真似をしないと誓った。

## ワトスンの名前について
ワトスンのフルネームは「ジョン・H・ワトスン」である。だが、妻のメアリーはこの作品でなぜかワトスンのことを「ジェームズ」と呼んでいて、シリーズ中この1カ所だけであり以前より問題になっている。これは、ワトスンの姓は作者ドイルが、ポーツマス在住の時に加入していたポーツマス文芸・科学協会の友人の医師ジェームズ・ワトスンから姓を借り、同名を避けて名をジョンと変えたが、この時にうっかりモデルの本名を呼ばせてしまったとの説がある。しかし実在人物として取り扱うシャーロキアンとして、推理作家ドロシー・セイヤーズは、ワトスンのミドルネームはヘイミシュ（Hamish：ジェームズに当たるスコットランド名）で、Hはその頭文字である、という推論による解決策を提示している。